# Cicurina wuxi
Espèce
Cicurina wuxi est une espèce d'araignées aranéomorphes de la famille des Cicurinidae.

## Distribution
Cette espèce est endémique de Chongqing en Chine,. Elle se rencontre dans le xian de Wuxi dans la grotte Yanzi.

## Description
Le mâle holotype mesure 4,64 mm et la femelle paratype 4,31 mm, les mâles mesurent de 4,01 à 5,03 mm et les femelles de 4,11 à 5,09 mm.

## Systématique et taxinomie
Cette espèce a été décrite par Wang et Zhang en 2025.

## Étymologie
Son nom d'espèce lui a été donné en référence au lieu de sa découverte, le xian de Wuxi.

## Publication originale
- Wang & Zhang, 2025 : « Seven new species of the spider genus Cicurina Menge, 1871 from Yintiaoling Nature Reserve, China (Araneae: Cicurinidae). » Zootaxa, no 5652(1), p. 144-161.